# 빈디 어윈
빈디 어윈(Bindi Irwin, 1998년 7월 24일 ~ )은 오스트레일리아의 배우이다.